# Vezouze
Die Vezouze ist ein Fluss in Frankreich, der im Département Meurthe-et-Moselle in der Region Grand Est verläuft.

## Geographie

### Verlauf
Die Vezouze entspringt unter dem Namen Ruisseau de la Pile an der Gemeindegrenze von Angomont und Saint-Sauveur, südwestlich des Bergrückens Tête du Haut Fromage (651 m) und entwässert generell Richtung Nordwest bis West.
In ihrem Oberlauf ändert sie mehrfach ihren Namen (Ruisseau du Bousson, Ruisseau du Val), nimmt schließlich im Ortsgebiet von Cirey-sur-Vezouze ihren endgültigen Namen Vezouze an und mündet nach insgesamt 75 Kilometern im Gemeindegebiet von Lunéville als rechter Nebenfluss in die Meurthe.

### Zuflüsse
Ruisseau de la Pile
- Rupt des Cuveliers (links), 0,5 km[4]
- Ruisseau de la Basse Scierie (links), 1,7 km
- Ruisseau de Vala (links), 1,4 km
- Rupt d’Ansiechamp (links), 1,2 km

Ruisseau de Bousson
- Ruisseau de Chanson Combelle (links), 2,1 km
- Ruisseau de la Basse Hiery (rechts), 7,8 km

Ruisseau du Val
- Ruisseau de la Noire Basse (rechts), 2,1 km
- Ruisseau de Chatillon (rechts), 14,5 km

Vezouze
- L’Herbas (rechts), 9,2 km
- Ruisseau de l’Etang Gresson (links), 6,5 km
- La Voise (rechts), 14,6 km
- Le Vacon (links), 13,5 km
- Le Danube (rechts), 4,5 km
- Ruisseau d’Albe (rechts), 10,0 km
- La Blette (links), 23,0 km
- Ravin de Charpont (links), 3,2 km
- Ruisseau Dessous l’Etang (Ruisseau de Leintrey) (rechts), 8,9 km
- La Verdurette (links), 22,5 km
- Ruisseau de Chasal (rechts), 4,5 km
- Ruisseau de la Baraque (links), 6,2 km
- Ruisseau de Xadrexey (rechts), 2,1 km
- Ruisseau d’Aveline (links), 4,1 km[4]
- Ruisseau des Amis (rechts), 10,9 km
- Ruisseau du Vicaire (rechts), 2,7 km
- Ruisseau du Brochet (rechts), 4,7 km
- Ruisseau de la Grande Banvoire (links), 2,4 km[4]
- Ruisseau de Froide Fontaine (rechts), 1,5 km
- Ruisseau des Abouts (rechts), 1,4 km

### Orte am Fluss
- Val-et-Châtillon
- Cirey-sur-Vezouze
- Blâmont
- Domèvre-sur-Vezouze
- Bénaménil
- Thiébauménil
- Marainviller
- Croismare
- Chanteheux
- Lunéville

## Hydrologie
An der Mündung der Vezouze in die Meurthe beträgt die mittlere Abflussmenge (MQ) 6,56 m³/s.
Am Pegel Lunéville wurde über einen Zeitraum von 42 Jahren (1969–2010) die durchschnittliche jährliche Abflussmenge der Vezouze mit 6,55 m³/s berechnet.
Die höchsten Wasserstände werden in den Monaten Dezember – März gemessen. Ihren Höchststand erreicht die Abflussmenge mit 12,4 m³/s im Februar. Von April an geht die Schüttung Monat für Monat merklich zurück und erreicht ihren niedrigsten Stand im August mit 2,13 m³/s, um danach wieder von Monat zu Monat anzusteigen.